# Misy-sur-Yonne
Misy-sur-Yonne is een gemeente in het Franse departement Seine-et-Marne (regio Île-de-France) en telt 917 inwoners (2005). De plaats maakt deel uit van het arrondissement Provins.

## Geografie
De oppervlakte van Misy-sur-Yonne bedraagt 6,3 km², de bevolkingsdichtheid is 145,6 inwoners per km².
De onderstaande kaart toont de ligging van Misy-sur-Yonne met de belangrijkste infrastructuur en aangrenzende gemeenten.

## Demografie
Onderstaande figuur toont het verloop van het inwonertal (bron: INSEE-tellingen).